# Виноградов, Владимир Васильевич
Владимир Васильевич Виноградов (1 октября 1909, Сергач, Нижегородская губерния — 27 августа 1982) — советский орнитолог, лесовод и охотовед, натуралист, организатор природоохранной деятельности. «Энтузиаст заповедного дела», внёсший большой вклад в изучение и охрану природы и птиц Южной России и Кавказа. Кандидат биологических наук, автор 90 научных и научно-популярных публикаций. Был награждён серебряной и бронзовой медалями ВДНХ. Первым из учёных определил исключительное значение озёр Мильской равнины в Азербайджане для многих видов перелётных птиц, инициировал создание здесь природоохранных территорий.
За боевые заслуги во время Великой Отечественной войны был награждён орденом Красной Звезды и медалями.

## Биография
Родился 1 октября 1909 года в городе Сергаче Горьковской (сейчас — Нижегородской) области в семье служащего. С детства любил природу (особенно птиц) и охоту. Окончил в 1928 году школу с педагогическим уклоном; работал заведующим начальной школы в Угловском районе Западно-Сибирского края (сейчас этот район входит в состав Алтайского края), затем — школьным инспектором отдела народного образования в Зыряновске (сейчас — город Алтай) Восточно-Казахстанской области Казахстана.
В 1934 году поступил в Йошкар-Оле на лесохозяйственный факультет Поволжского лесотехнического института им. М. Горького (сейчас — Поволжский государственный технологический университет), в 1939 году закончил институт с отличием, после чего был оставлен на кафедре лесоустройства этого института, однако вскоре уехал в Башкирский заповедник, заняв там должность старшего лесничего. Для продолжения образование он поступил на второй курс факультета охотничьего хозяйства заочного отделения Московского пушно-мехового института, но не успел его закончить, поскольку был призван в армию в первые же дни Великой Отечественной войны. Участвовал в боях на Втором Украинском и Юго-Западном фронтах, сначала в составе стрелкового полка, позже — как командир огневого взвода зенитной артиллерии, в конце войны служил офицером разведки. Член ВКП(б) с 1944 года.
Демобилизовавшись, работал директором Лесной опытной станции в Астраханской области, с 1953 года — заместителем директора по научной части Кавказского заповедника, позже — директором уральского заповедника «Денежкин Камень». С 1958 года работал в азербайджанском Кызылагаджском заповеднике, где сначала исполнял обязанности заместителя директора по науке, а позже, одновременно, — директора заповедника. Из-за проблем со здоровьем Виноградову пришлось через некоторое время перейти на работу в место с более мягким климатом — в Турианчайский заповедник. С 1967 года — заведующий Каспийской орнитологической станции Астраханского заповедника, занимался реализацией программы комплексного изучения водно-болотных угодий дельты Волги.
Скончался 27 августа 1982 года.

## Вклад в науку
Во время работы на Лесной опытной станции в Астраханской области Виноградов провёл успешные ботанические эксперименты по выращиванию дуба и ясеня на территориях дельты Волги, ежегодно затапливаемых половодьем.
Стал первым учёным, комплексно обследовавшим озёра Мильской равнины (Мильской степи) в Азербайджане и открывший исключительное значение этого района, особенно озера Аггёль (Ах-Гёль) для многих видов птиц, временно или на всю зиму останавливающихся здесь во время сезонных миграций. По инициативе Виноградова в 1965 году на озере Аггёль был создан республиканский заказник, а позднее, в 1978 году, на существенно большей площади в Кура-Араксинской низменности — Аггёльский заповедник (с 2003 года на базе Аггёльского государственного заповедника и Аггёльского государственного заказника был образован Аггёльский национальный парк). На основе исследований водно-болотных угодий Мильской равнины Виноградовым была защищена кандидатская диссертация, опубликованы монография «Биологические ресурсы водно-болотных охотничьих угодий Мильской степи…» и серия статей.
Во время работы на Каспийской орнитологической станции Виноградовым были разработаны и прошли успешную апробацию новых приёмов постройки искусственных гнёзд для серого гуся (Anser anser); описание этих работ было опубликовано в советской и зарубежной литературе.

## Семья
Жена — Светлана Игоревна Чернявская.

## Некоторые публикации
- Виноградов В. В. Биологические ресурсы водно-болотных охотничьих угодий Мильской степи и их производительность и перспектива хозяйственного использования. — М.: Лесная промышленность, 1967.
- Виноградов В. В. Гнездование белохвостой пигалицы Vanellochettusia leucura в Закавказье // Рус. орнитол. журн.. — 2017. — Т. 26, № 1538. — С. 5262—5264. — Второе издание статьи. Первое издание: 1963. Гнездование белохвостой пигалицы в Закавказье // Орнитология 6: 303—305..
- Виноградов В. В., Реуцкий Н. Д. Ушастая сова Asio otus в дельте Волги // Рус. орнитол. журн.. — 2016. — Т. 25, № 1386. — С. 5109—5111. — Второе издание статьи. Первое издание: 1986. Ушастая сова в дельте Волги // Орнитология 21: 152—153..